# Copa de Meckelenburgo-Pomerania Occidental
La Copa de Meckelenburgo-Pomerania Occidental (en alemán: Mecklenburg-Vorpommern Pokal), llamada Krombacher-Pokal por razones de patrocinio, es una de las 21 competiciones regionales que conforman la Copa Asociación Alemana, en la cual el campeón logra la clasificación a la Copa de Alemania, el torneo de copa de fútbol más importante del país.

## Historia
La copa fue creada en 1990 luego de la reunificación alemana y en ella participan los equipos del estadio de Mecklemburgo-Pomerania Occidental y es organizada por la Asociación de Fútbol de Mecklemburgo-Pomerania Occidental. Es una competición en la que no pueden participar equipos profesionales, por lo que los equipos que juegan en la 3. Liga, Regionalliga Nord, NOFV-Oberliga Nord, Verbandsliga Mecklenburg-Vorpommern y las Landesligas, así como los ganadores de copa distritales. Hasta 2008 partcipaban los equipos filiales hasta que nace la 3. Bundesliga en 2009.
Se juega bajo un formato de eliminación directa a partido único, teniendo la ventaja de local los equipos que juegan en las divisiones más bajas hasta la ronda de cuartos de final, en la que la localía se da por sorteo. En caso de empate durante el tiempo regular se juegan tiempos extra, y de persistir el empate se van a penales.
El campeón logra la clasificación a la primera ronda de la Copa de Alemania.

## Ediciones anteriores
| Año  | Sede           | Campeón                        | Finalista               | Resultado         | Asistencia |
| ---- | -------------- | ------------------------------ | ----------------------- | ----------------- | ---------- |
| 1991 |                | SV Blau Weiß Parchim           |                         |                   |            |
| 1992 | Friedland      | SV Post Telekom Neubrandenburg | Greifswalder SC         | 4:2               | 250        |
| 1993 | Demmin         | Greifswalder SC                | TSG Neustrelitz         | 1:0 n. V.         | 500        |
| 1994 | Anklam         | Greifswalder SC                | FC Neubrandenburg       | 1:0               | 700        |
| 1995 | Grimmen        | Greifswalder SC                | PSV Rostock             | 5:0               | 800        |
| 1996 | Teterow        | Greifswalder SC                | PSV Rostock             | 2:1               | 300        |
| 1997 | Sternberg      | SV Warnemünde                  | FC Schönberg 95         | 1:0               | 600        |
| 1998 | Bützow         | FC Hansa Rostock II            | FC Neubrandenburg       | 2:1               | 610        |
| 1999 | Grevesmühlen   | FC Schönberg 95                | FC Eintracht Schwerin   | 2:1 t.e.          | 1723       |
| 2000 | Neukloster     | FC Schönberg 95                | Hansa Rostock II        | 3:0               | 1000       |
| 2001 | Neukloster     | FC Schönberg 95                | Hansa Rostock II        | 4:3               | 1000       |
| 2002 | Neukloster     | FC Schönberg 95                | Hansa Rostock II        | 3:1               | 1200       |
| 2003 | Schönberg      | FC Schönberg 95 II             | FC Schönberg 95         | 2:1               | 455        |
| 2004 | Neubrandenburg | FC Schönberg 95                | Torgelower SV Greif     | 2:1               | 749        |
| 2005 | Neubrandenburg | Hansa Rostock II               | Greifswalder SV 04      | 4:0               | 870        |
| 2006 | Neukloster     | Hansa Rostock II               | FSV Bentwisch           | 2:1               | 1000       |
| 2007 | Waren (Müritz) | TSG Neustrelitz                | FSV Bentwisch           | 2:0               | 1900       |
| 2008 | Waren (Müritz) | TSG Neustrelitz                | FC Anker Wismar         | 3:1               | 1600       |
| 2009 | Waren (Müritz) | Torgelower SV Greif            | TSG Neustrelitz         | 1:1 t.e, 3:2 pen. | 1180       |
| 2010 | Waren (Müritz) | Torgelower SV Greif            | Rostocker FC 1895       | 2:1               | 1560       |
| 2011 | Wismar         | Hansa Rostock                  | FC Anker Wismar         | 3:0               | 4000       |
| 2012 | Parchim        | FC Schönberg 95                | Sievershäger SV         | 1:0               | 722        |
| 2013 | Neustrelitz    | TSG Neustrelitz                | Hansa Rostock           | 3:0               | 4500       |
| 2014 | Malchow        | 1. FC Neubrandenburg 04        | Sievershäger SV         | 4:0               | 1500       |
| 2015 | Greifswald     | Hansa Rostock                  | TSG Neustrelitz         | 1:0               | 4500       |
| 2016 | Neustrelitz    | Hansa Rostock                  | FC Schönberg 95         | 0:0 t.e, 4:3 pen. | 3418       |
| 2017 | Neustrelitz    | Hansa Rostock                  | MSV Pampow              | 3:1               | 2708       |
| 2018 | Neustrelitz    | Hansa Rostock                  | FC Mecklenburg Schwerin | 2:1               | 3300       |
| 2019 | Neustrelitz    | Hansa Rostock                  | Torgelower FC Greif     | 4:1               | 2565       |
| 2020 | Rostock        | Hansa Rostock                  | Torgelower FC Greif     | 3:0               | 780        |

## Títulos por equipo
| Club                 | Títulos | Años                                     |
| FC Hansa Rostock     | 7       | 2011, 2015, 2016, 2017, 2018, 2019, 2020 |
| FC Schönberg 95      | 6       | 1999, 2000, 2001, 2002, 2004, 2012       |
| Greifswalder SC      | 4       | 1993, 1994, 1995, 1996                   |
| TSG Neustrelitz      | 3       | 2007, 2008, 2013                         |
| FC Hansa Rostock II  | 3       | 1998, 2005, 2006                         |
| 1. FC Neubrandenburg | 2       | 1992, 2014                               |
| Torgelower SV Greif  | 2       | 2009, 2010                               |
| FC Schönberg 95 II   | 1       | 2003                                     |
| SV Warnemünde        | 1       | 1997                                     |
| SV Blau Weiß Parchim | 1       | 1991                                     |